# Леонова, Лидия Сидоровна
Ли́дия Си́доровна Лео́нова (12 июля 1930, с. Новомихайловка, Большеуковский район, Сибирский край, СССР — 11 апреля 2025) — свинарка совхоза «Победитель» Кормиловского района Омской области, Герой Социалистического Труда (1971).

## Биография
Родилась 12 июля 1930 года в селе Новомихайловка Большеуковского района Сибирского края (ныне в Омской области) в семье крестьян. По национальности русская.
Окончив 4 класса начальной школы, с началом Великой Отечественной войны трудоустроилась в совхоз «Пламя» в родном селе. В 1958 году по семейным обстоятельствам переехала в совхоз «Победитель» Кормиловского района, где, проработав пять лет в свинарнике, взяла повышенные обязательства, сдавала до 18 поросят от одной свиноматки при норме 15.
Указом Президиума Верховного Совета СССР от 8 апреля 1971 года «за выдающиеся успехи, достигнутые в развитии сельскохозяйственного производства и выполнении пятилетнего плана продажи государству продуктов животноводства» удостоена звания Героя Социалистического Труда с вручением ордена Ленина и золотой медали Серп и Молот".
После награждения назначена бригадиром, трудилась в совхозе до выхода на заслуженный отдых в 1987 году. Избиралась депутатом Кормиловского районного Совета депутатов трудящихся.
Жила в селе Победитель Кормиловского района. Умерла 11 апреля 2025 года.
Награждена орденами Ленина (08.04.1971) и Трудового Красного Знамени (22.03.1966), медалями.
На здании социально-культурного центра Победительского СП в её честь установлена мемориальная доска.